# Простакова, Нина Петровна
Нина Петровна Простакова (23 сентября 1914 — 4 мая 1994) — передовик советского сельского хозяйства, доярка колхоза «Большевик» Старо-Оскольского района Белгородской области, Герой Социалистического Труда (1958).

## Биография
Родилась в 1914 году в деревне Бор-Анпиловка (с 1968 — Анпиловка Старооскольского района Белгородской области) в русской крестьянской семье.
Во времена коллективизации вступила в образованный колхоз, позже стала членом правления колхоза. В дальнейшем перешла работать на ферму дояркой колхоза «Большевик» Старооскольского района. В Великую Отечественную войну показывала пример героического труда в тылу. Трижды участвовала в выставках достижений народного хозяйства, награждалась грамотами и медалями.
Указом Президиума Верховного Совета СССР от 11 марта 1958 года за получение высоких показателей в сельском хозяйстве и рекордные надои молока Нине Петровне Простаковой было присвоено звание Героя Социалистического Труда с вручением ордена Ленина и медали «Серп и Молот».
Продолжала трудиться в колхозе, показывала высокие производственные результаты. После ухода на заслуженный отдых проживала в Старооскольском районе.
Умерла 4 мая 1994 года.

## Награды
За трудовые успехи была удостоена:
- золотая звезда «Серп и Молот» (11.03.1958)
- орден Ленина (11.03.1958)
- Медаль «За трудовую доблесть»
- Медаль «За трудовое отличие»
- другие медали.